# Décennie 1520 en architecture
| Années de l'architecture : 1517 - 1518 - 1519 - 1520 - 1521 - 1522 - 1523    |
| Décennies de l'architecture : 1490 - 1500 - 1510 - 1520 - 1530 - 1540 - 1550 |

Cet article présente les faits marquants de la décennie 1520 en architecture.

## Événements
- 1521 : Michel-Ange travaille à Florence sur les tombeaux de la famille des Médicis dans la Sagrestia Nuova de Saint-Laurent ; à partir de 1524, il dessine les projets de la salle de lecture et de l’escalier monumental de la bibliothèque Laurentienne[1], puis renforce les fortifications de la ville après 1528-1529[2].
- 11 avril 1522 : consécration de la cathédrale Saint-Étienne de Metz[3].
- 1527 : le sac de Rome par Charles Quint a aussi pour effet de disperser les artistes et architectes installés à Rome vers le reste de l'Italie[4].
- 6 avril 1529 : Michel-Ange est nommé gouverneur et commissaire général des fortifications de Florence[2].

## Réalisations

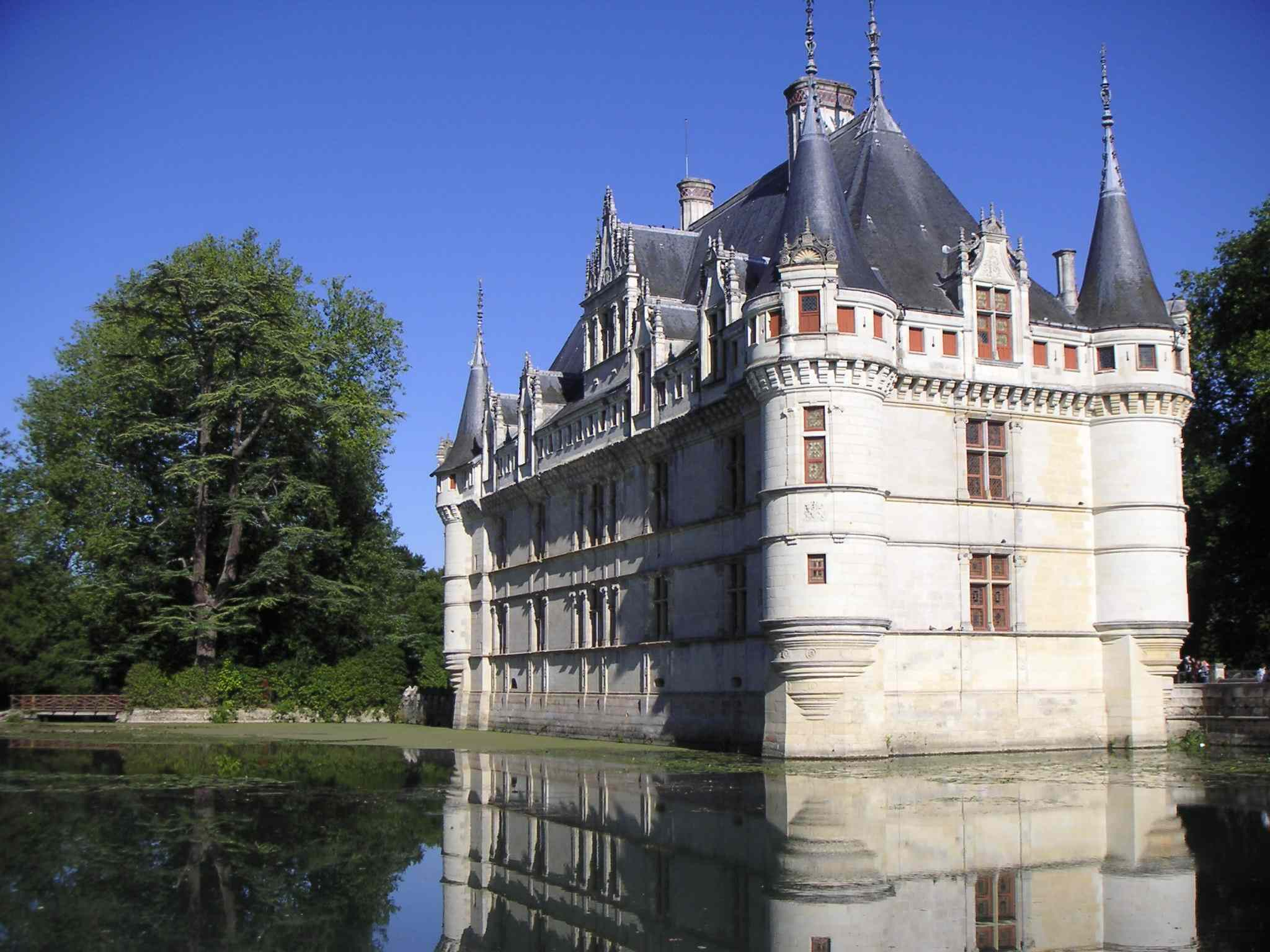
Le château d'Azay-le-Rideau

- 1518-1527 : construction du château d'Azay-le-Rideau[5].
- Vers 1520-1523 : début de la construction du palazzo Della Valle (it) à Rome par Lorenzo Lotti pour le cardinal Andrea Della Valle[6].
- 1521-1523 : début de la construction de la cathédrale de Grenade par Enrique Egas ; en janvier 1529, Diego de Siloé reprend le chantier sur un plan renaissance. La cathédrale est consacrée le 17 août 1561[7].
- 1523 :  début de la construction de la nouvelle nef de la cathédrale de Cordoue à l'intérieur de l'ancienne mosquée transformée en église dès 1236 (Capilla Mayor)[8].
- 1524-1534 : construction du palais du Te par Giulio Romano pour Frédéric II Gonzague[9].

- 8 juin 1525 : début de la reconstruction de la cathédrale de Ségovie par Juan Gil de Hontañón[10].
- 1525 : début de la construction de la bibliothèque Laurentienne à Florence sur des plans de Michel-Ange[11].

- 1527 : début des travaux du palais de Grenade sous la direction de Pedro Machuca[12].
- 1527-1528 : Babur fait construire la mosquée Kabuli Bagh (en) à Panipat en Inde[13].
- 28 avril 1528 : début des travaux de rénovation du château de Fontainebleau sous la direction du maître maçon Gilles Le Breton. L'ancien château est rasé[14].

- 1528 : 
  - la chapelle Saint-Georges de Windsor est couverte d'une voûte en éventail[15].
  - construction du château de Madrid au bois de Boulogne avec la collaboration du céramiste Girolamo della Robbia[16].
- 1528-1531 : rénovation de la forteresse de Chantilly par Pierre Chambiges pour Anne de Montmorency[17].
- Vers 1528-1529 : Babur fait construire la mosquée de Babri à Ayodhya en Inde[18].

## Décès
- 6 avril 1520 : Raphaël (° 6 avril 1483)
- vers 1525 : Giovanni Giocondo (° 1445)